# Synagoge (Dieren)

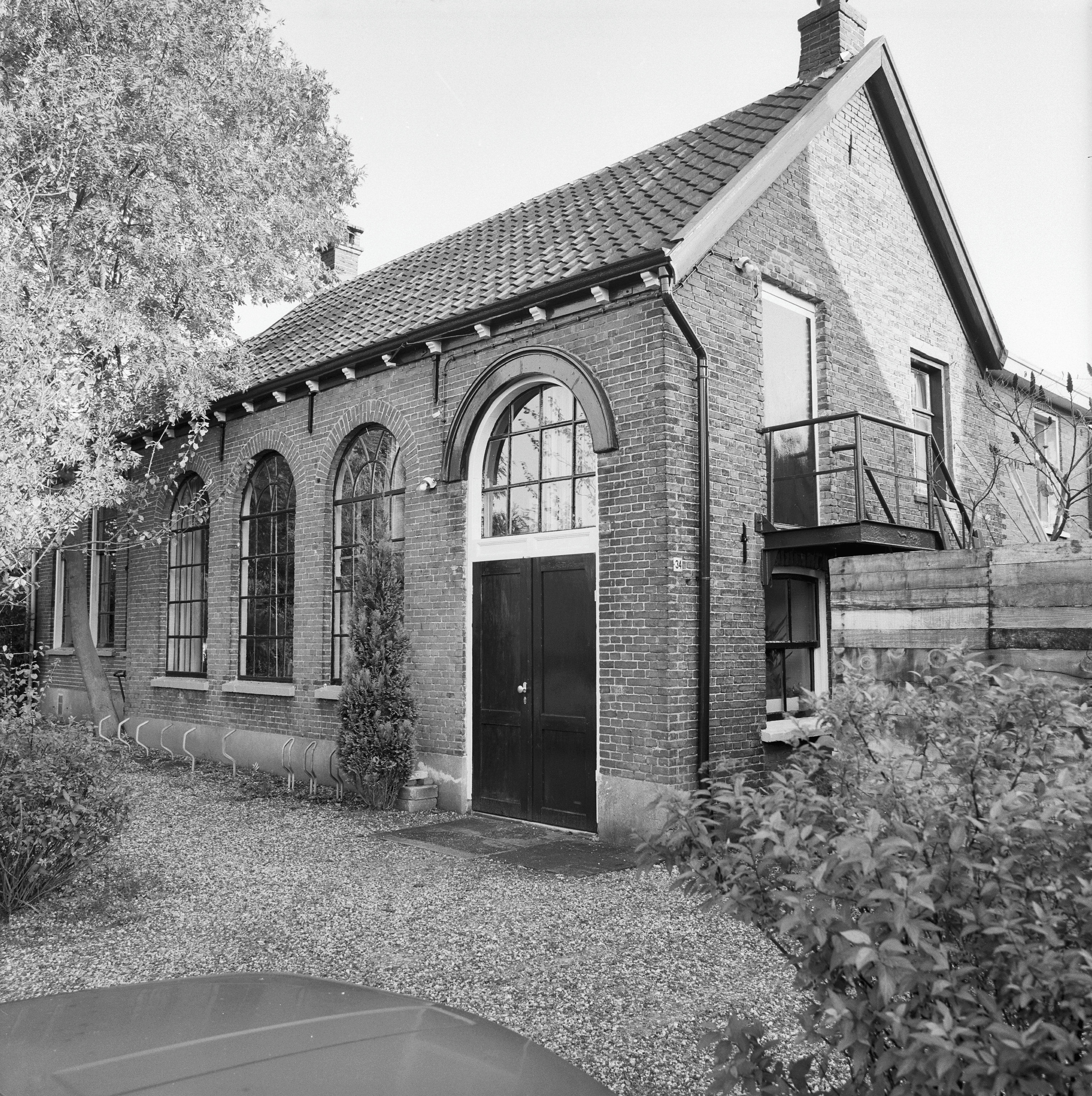
Synagoge in Dieren (1984)

Die Synagoge in Dieren, einem Ortsteil der Gemeinde Rheden in der niederländischen Provinz Gelderland, wurde 1884 errichtet.
Die Synagoge mit Mikwe und Schullokal wurde im Jahr 1884 an der Spoorstraat eingeweiht. Sie wurde 1943 durch Anhänger der NSB geplündert und schwer beschädigt. 
Nach dem Zweiten Weltkrieg wurde die jüdische Gemeinde nicht wiederbegründet. Das Synagogengebäude wurde unter anderem als Räucherkammer eines Metzgers, als Theater und schließlich als Kirche einer christlichen Gemeinde genutzt. 
Am 7. März 2010 wurde die „Sjoel“ von Dieren wieder als Synagoge eingeweiht. Sie wird von der liberalen Jüdischen Gemeinde Gelderland genutzt.